# Dante (Wirginia)
Dante – jednostka osadnicza w Stanach Zjednoczonych, w stanie Wirginia, w hrabstwie Russell.